# Orders Are Orders
Orders Are Orders è un film britannico del 1955 diretto da David Paltenghi.
Il film è un remake del film Orders Is Orders del 1933 diretto da Walter Forde, che a sua volta è basato su un'opera teatrale di Ian Hay e Anthony Armstrong.

## Trama
Una casa di produzione cinematografica decide di realizzare un nuovo film di avventura spaziale vicino a una caserma dell'esercito, usando i soldati come comparse. Questo progetto non va d'accordo con l'ufficiale in comando, che cerca di rendere la vita il più difficile possibile alla troupe cinematografica.